# Урядовий кур’єр
«Правительственный курьер» (укр. Урядовий кур’єр) — ежедневная газета, издание центральных органов исполнительной власти Украины. Учредитель — Кабинет министров Украины. Издаётся с октября 1990 года на украинском языке с периодичностью пять раз в неделю (вторник, среда, четверг, пятница, суббота). Входит в тройку самых тиражных изданий Украины. Общий тираж — 500 тысяч экземпляров в месяц.
Информирует о главных событиях в политической, экономической, общественной, культурной жизни Украины и мира. Как официальное издание органов центральной исполнительной власти Украины первым получает информацию о деятельности украинского президента и правительства. Печатает на своих страницах полные тексты законов Украины, указов президента, постановлений и распоряжений Кабинета министров, нормативные документы министерств и ведомств и комментарии к ним (значительная часть документов вступает в действие со дня опубликования в газете). Регулярно публикует материалы правовой тематики, в том числе статьи, посвящённые мониторингу законодательства, анализу новых законопроектов, обобщениям судебной практики, деятельности правоохранительных органов, а также советы профессиональных юристов и обзор рынка юридических услуг. Предоставляет читателям юридические консультации, подготовленные специалистами министерств и ведомств. Среди других традиционно освещаемых тем — наука, культура, образование и здравоохранение Украины, спортивные новости, международные события.